# Arista Records
Arista Records — американський лейбл звукозапису.

## Історія
Музичну компанію Arista Records було створено 1974 року. Її засновником став Клайв Девіс, якого до цього було звільнено з CBS Records. 1975 року лейбл уклав угоду з Патті Сміт та випустив її дебютний альбом «Horses». Також зусиллями Девіса до лейблу приєдналися гурти Kinks та Grateful Dead. В кінці сімдесятих років було підписано контракти з уже відомими Аретою Франклін та Діонн Ворвік, яким вдалось реанімувати власні кар'єри за допомогою нових хітів.
Серед найуспішніших артистів лейблу — Вітні Г'юстон та Santana. Дев'ятнадцятирічна сестра Діонн Ворвік, Вітні Г'юстон 1985 року видала дебютний альбом «Whitney Houston», який дуже добре продавався та містив три пісні, що очолили національний хіт-парад. 1999 року гурт Карлоса Сантани записав на Arista альбом «Supernatural», який отримав вісім нагород «Греммі». Також артистами Arista Records в різні часи були Баррі Манілов, Тоні Брекстон, Сара Маклахлан, Алан Джексон, Пафф Дедді.
Згодом Arista Records стала частиною лейблу RCA Records, який належав холдингу Sony Music Entertainment. Клайв Девіс покинув Arista Records 2000 року, заснувавши лейбл J Records, але разом з цим займав виконавчу посаду в Sony Music Entertainment; на його місце прийшов Антоніо Рід. 2011 року RCA вирішили зміцнити власний бренд, закрили власні імпринти Arista, Jive та J Records, та забрали всіх виконавців до себе. Єдиною частиною Arista, яка залишилась без змін, став кантрі-лейбл Arista Nashville, який було підпорядковано Sony Music Nashville.
Лейбл Arista Records було відроджено 2018 року. Його президентом став Девід Мессі, який до цього працював у Island Records.

## Артисти лейблу
Станом на 2023 рік з лейблом Arista Records співпрацювали наступні виконавці:
- Alexa Cappelli
- Ant Saunders[en]
- Ash Olsen
- Audrey Nuna[en]
- Бішоп Бріґґз
- carolesdaughter
- Emma Steinbakken[en]
- Full Tac[en]
- Idman
- Джейк Баґґ
- Jonah Kagen
- Joy Again[en]
- JP Saxe[en]
- KennyHoopla[en]
- Lola Brooke[en]
- Люк Хеммінгс
- Måneskin
- Marco Luka
- Matilda Mann[en]
- Mike Posner[en]
- Paige[en]
- Princess Nokia[en]
- Rosie
- Sigala[en]
- Smith & Thell[en]
- Spill Tab[en]
- Tai Verdes[en]
- Tayo Sound
- Thomas Day
- Tiny Meat Gang
- Том Греннан
- Upsahl[en]
- Weston Estate
- Zach Hood